# 広告媒体
広告媒体（こうこくばいたい、advertising media）とは、広告を視聴者に発信するメディアである。広告媒体にはマスコミ四媒体である新聞、雑誌、ラジオ、テレビと、その他の媒体であるインターネット広告、POP広告、屋外広告、交通広告、映画・スライド広告、直接広告、特殊広告、その他の広告がある。

## 種類

### 四マス媒体
- 新聞広告：日本の新聞は1ページが15段になっており、全面広告、10段、7段、5段、第1ページにある3段八つ組み（単行本）、3段六つ組み（雑誌）、題字下（脇）広告などがある。広告取引は段数でなされるが最小単位は1センチ×1段である。アメリカなど横文字の新聞は段数の代わりに縦割のコラムがあり、6コラムと8コラムの新聞があり、取引の最小単位は1インチ×1コラムでこれをコラム･インチという。効果測定指標には注目率、閲読率、発行部数があるが、発行部数は日本ABC協会によって公査されている。
- 雑誌広告：美しいカラーが使えるのでイメージ広告に最適。表紙を表1、その裏側の表2、裏表紙を表4（最も料金が高い）、その裏側を表3という。
- ラジオ広告：運転や作業をしながら聞けるので「ながら媒体」である。制作、料金の面で手軽な媒体である。
- テレビ広告：最もマスに訴求するので料金も高額。テレビCMには番組とスポット（たった1本のCM料金がAタイムで100万円前後）がある。効果測定指標にはセッツ・イン・ユース、視聴率、GRP（視聴率×CM本数）がある。これらのデータはビデオリサーチ社が調査している。

### インターネット
- インターネット広告：安価で誰でも広告主になれるところからこれからますます発展していくイノベーティブな媒体。ホームページやその中に入れるバナー広告などがある。デジタルサイネージは駅や街頭などにあるデジタル・ディスプレイであり、急激な発展をしている。

### 折込
- 直接広告：ダイレクトメール、新聞折込広告、フリーペーパー等のチラシ広告。

### 屋外・店頭・イベント
- POP広告：主に小売業の店頭で展開されるポスターやのぼり、タペストリーなど消費者の販売意欲を促進させる目的の広告。
- 屋外広告：ポスターボードやネオンサイン、大型ビジョンなどがある。効果指標にDEC（屋外広告物の前の路上を通過する歩行者、2輪車、自動車等を人に換算して求める1日の有効通行量）があり、日本の場合は「日本屋外広告フォーラム（旧・屋外広告調査フォーラム）」が管理している。
- 交通広告：公共交通機関[3]の中吊り広告、窓上（額面）広告、駅貼り、デジタルサイネージなどがある。

また、乗り物の外側に施されるラッピング広告は、乗客（利用者）以外への広告効果も期待できる。
- 映画・スライド広告：映画館のスクリーンに投影される広告。
- 特殊広告：企業イベント等でカレンダーやボールペンなどで企業名の入った物の配布。ノベルティー広告ともいう。
- その他の広告：スカイライティングやベンチの広告など。